# SpywareBlaster
SpywareBlaster（スパイウェアブラスター）とは、Microsoft Windows向けのアンチスパイソフトウェアである。

## 概要
ActiveXベースのスパイウェア、アドウェア、ブラウザハイジャッカー、ダイヤラー、トラッキングクッキーなどがコンピューターにインストールされる事を防ぐ機能をもつ。他のアンチスパイソフトウェアの手法とは異なり、インストールされたスパイウェアを駆除する機能やスパイウェアが起動した際に警告する常駐型のメモリスキャン機能は持たない。
Internet Explorer、Mozilla SuiteやMozilla Firefoxなどのウェブブラウザに対応している。また、バージョン4.0からSeamonkey、Netscape、Flockに、バージョン5.0からGoogle Chromeに対応された。
非商用のユーザーにはフリーウェアとして提供されている。